# فيفي السباعي
فيفي السباعي (8 أبريل 1957 - 21 يناير 2017)، ممثلة مصرية. ظهرت مع بداية الألفية الجديدة في سن متقدم مما كان له الأثر في تجسيدها لدور الأم في كل أدوارها تقريبا معظم أدواها سينمائية والقليل منها تليفزيونية.
كانت آخر أدوار فيفي السباعي قبل رحيلها مسلسل «الأستاذ بلبل وحرمه».
ومن أشهر أعمالها في السينما "حرب أطاليا"، "التوربيني"، "الشبح" و"ظرف طارق"، وفي التليفزيون "عايزة أتجوز"، "أهل كايرو"، "خاتم سليمان"، "الكابوس"، "القيصر" و"المغني